# Björn Joppien
Björn Joppien (* 30. Januar 1981 in Langenfeld) ist ein deutscher Badmintonspieler.

## Karriere
Björn Joppien begann im Alter von vier Jahren, gemeinsam mit seinem Bruder Mike, Badminton zu spielen. Früh wurde dabei sein Talent erkannt. Beim FC Langenfeld (FCL) bekam er die Möglichkeit unter dem sehr bekannten Trainer Wang Xu Yang zu trainieren. Seine ersten Titel errang er 1991 bei der deutschen Mannschaftsmeisterschaft der Schüler und dem wichtigen Jugendturnier in Hoensbroek, Niederlande. Nach ersten Erfolgen mit seinem Doppelpartner Buddy (Christian) Baudewin in der Altersklasse U 12 konnte er 1993 auch die Deutsche Meisterschaft im Doppel – mit Gregor Hönscheid (U 14) – erringen, zwei Jahre später auch im Mixed mit Petra Overzier. In den folgenden Jahren wiederholte er seinen Erfolg in Hoensbroek und gewann zusätzlich weitere große Jugendturniere in Europa, sowie deutsche Meisterschaften im Einzel, Doppel, Mixed oder mit den Mannschaften des FCL.
Nach seinem Realschulabschluss 1997 begann Joppien, sich professionell auf eine Karriere vorzubereiten und erhöhte sein Trainingspensum. Weitere Erfolge stellten sich sehr schnell ein. So gewann er die deutschen Meisterschaften in den kommenden Jahren in seinen Altersklassen in allen drei Disziplinen (Einzel, Doppel, Mixed) sowie die Deutsche Mannschaftsmeisterschaft der Jugend mit dem FCL bis einschließlich 1999 fünfmal in Folge. Dabei zeigte sich, dass 1999 eines der erfolgreichsten Jahre Joppiens werden sollte: Neben den Titeln in Deutschland gewann er auch erstmals die Europameisterschaft der U 19 im Einzel und den Titel bei den German Junior Open. Im gleichen Jahr trat er auch der Sportfördergruppe der Bundeswehr bei, der er bis 2006 angehörte.
Ein Jahr später gewann er nicht nur in der Altersklasse U 19 zwei weitere Meistertitel, sondern auch erstmals den Einzelwettbewerb bei den Senioren. Diesen sollte er bis 2005, wo er im Finale Marc Zwiebler unterlag, insgesamt fünf Mal in Serie gewinnen. Ein weiteres Highlight in Joppiens Karriere war sicherlich die Qualifikation und Teilnahme an den Olympischen Sommerspielen in Athen 2004. Sehr überraschend errang er im selben Jahr auch den Meistertitel in der Bundesliga mit dem FC Langenfeld. In zwei spannenden Finalspielen bezwang man den 1. BC Beuel und errang nach 1989 den zweiten Titel in der Badminton-Bundesliga. 2005 konnte sich Joppien durch gute Resultate bei wichtigen Turnieren weiter unter den Top 20 der Weltrangliste etablieren. 2006 gewann er erneut die Deutsche Meisterschaft im Herreneinzel. In der Weltrangliste vom 1. Februar 2007 belegt Joppien Platz 22 im Einzel.
2008 erreichte er zum neunten Mal in Folge das Endspiel der deutschen Meisterschaft in Bielefeld, wo er wie schon 2005 Marc Zwiebler (BC Beuel) unterlag. Mit sieben gewonnenen Meistertiteln fehlt Joppien nur noch einer, um mit dem Rekordsieger Wolfgang Bochow (Braunschweig) gleichzuziehen, der zwischen 1963 und 1975 acht Mal erfolgreich war.
Am 22. Februar 2010 gab Björn Joppien seinen Rücktritt vom Badminton-Leistungssport aufgrund anhaltender gesundheitlicher Probleme bekannt.

## Größte Erfolge
- 1991: Sieger in Hoensbroek (Einzel), Mannschaftsmeister der Schüler (mit Mike Joppien, Sebastian Honert, Lutz Ullmann, Buddy (Christian) Baudewin, Marcus Berghaus, Jessica Willems, Katrin Loewe, Nina Willems, Jessica Rößler)
- 1992: Sieger in Hoensbroek (Einzel, Doppel), Mannschaftsmeister der Schüler (mit Mike Joppien, Sebastian Honert, Buddy (Christian) Baudewin, Marcus Berghaus, Ilka Korte, Nina Willems, Jessica Rößler)
- 1993: Deutscher Meister U 14 (Doppel)
- 1994: Sieger in Hoensbroek (Einzel)
- 1995: Deutscher Meister U 14 (Einzel, Mixed), Mannschaftsmeister der Jugend (mit Mike Joppien, Lutz Ullmann, Buddy (Christian) Baudewin, Marcus Berghaus, Andreas Wölk, Sven Reuter, Jessica Willems, Katrin Loewe, Nicole Krause)
- 1996: Deutscher Meister U 16 (Doppel), Mannschaftsmeister der Jugend (mit Mike Joppien, Buddy (Christian) Baudewin, Andreas Wölk, Sven Reuter, Johannes Bilo, Denise Otto, Nina Willems, Kerstin Rommel)
- 1997: Deutscher Meister U 16 (Einzel), Mannschaftsmeister der Jugend
- 1998: 3-facher Deutscher Meister U 17, Mannschaftsmeister der Jugend
- 1999: 3-facher Deutscher Meister U 19, Europameister U 19 (Einzel), Mannschaftsmeister der Jugend, Sieger bei den German Juniors
- 2000: Deutscher Meister (Einzel), Deutscher Meister U 19 (Einzel)
- 2001: Deutscher Meister (Einzel)
- 2002: Deutscher Meister (Einzel)
- 2003: Deutscher Meister (Einzel)
- 2003: Scottish Open, Sieger
- 2004: Deutscher Meister, Deutscher Mannschaftsmeister mit dem FC Langenfeld, 2× Bronze bei den Europameisterschaften, Teilnahme an den Olympischen Spielen in Athen
- 2005: Deutscher Vizemeister (Einzel)
- 2006: Deutscher Meister (Einzel)
- 2007: Deutscher Meister (Einzel)
- 2008: Deutscher Vizemeister (Einzel)
- 2009: Deutscher Vizemeister (Einzel)

## Trivia
Seit 24. Juni 2007 ist Joppien Vater einer Tochter und er war seit dem 4. April 2008 auch verheiratet. Die Ehe wurde am 25. September 2018 geschieden.